# 猪子石
猪子石（いのこいし、いのこし）は、愛知県名古屋市名東区および千種区の町名。現行行政地名は、名東区猪子石一丁目から猪子石三丁目と猪高町大字猪子石および千種区猪高町大字猪子石。猪高町大字猪子石には、現在19の小字が設置されている。

## 地理
猪子石一丁目から三丁目は名古屋市名東区北部に位置し、西は山の手三丁目、東は猪高町大字猪子石、南は文教台一丁目・猪高台一丁目、北は香流三丁目・香南一丁目および二丁目に接する。
名東区猪高町大字猪子石は字鱣廻間が明徳公園の西半分（東半分は猪高町大字藤森）に残るほか、香流川沿いの僅かな区画にも残存する。千種区猪高町大字猪子石は出来町通の南側、千代田橋と汁谷町に挟まれた区域に残存している。

### 字一覧

猪高町大字猪子石における旧字の位置関係

猪高町大字猪子石とその前身である愛知郡猪子石村の小字は以下の通り。以下の表において、
- 消滅した字については背景色    で示す。
- 現存する小字のうち名東区に所在するものには★を、千種区に存在するものには■を付した。
- 括弧内には読みを示す。

| 字                          | 字                          |
| --------------------------- | --------------------------- |
| 赤坂（あかさか）            | 赤松（あかまつ）            |
| 油田（あぶらだ）★           | 猪尻（いのじり）★           |
| 鱣廻間（うなぎばさま）★     | 打越（うちこし）            |
| 姥ヶ谷（うばがたに）        | 榎ノ木（えのき）            |
| 延珠（えんじゅ）★           | 大畑田（おおはただ）        |
| 大林（おおばやし）          | 梶田（かじた）              |
| 化者業（かしゃご）          | 香流（かなれ）★             |
| 上垣外（かみがいと）★       | 上菅廻間（かみすげはざま）  |
| 上竹越（かみたけこし）      | 上道池（かみどうち）        |
| 神ノ木（かみのき）★         | 上八反田（かみはったんだ）★ |
| 亀鳥（かめどり）            | 北久留里（きたくるり）      |
| 北比良 （きたひら）         | 京命（きょうめい）          |
| 九合田 （くごうた）★        | 交換（こうかん）            |
| 小坂（こさか）              | 地アミ（じあみ）            |
| 猪々道（ししみち）■         | 下菅廻間（しもすげはざま）  |
| 下竹越（しもたけこし）      | 下田（しもだ）              |
| 下坪（しものつぼ）★         | 下道池（しもどうち）        |
| 下八反田（しもはったんだ）★ | 社口（しゃぐち）            |
| 新屋敷（しんやしき）        | 高根（たかね）              |
| 竹越（たけこし）            | 土久尻（つちくじり）★       |
| 栂廻間（とばさま）          | 中島（なかじま）★           |
| 名流（ななれ）              | 濁池（にごりいけ）          |
| 西洞（にしぼら）            | 西山（にしやま）            |
| 如来道（にょらいどう）★     | 野田（のだ）                |
| 八前（はちまえ）            | 八幡（はちまん）            |
| 東浦（ひがしうら）          | 東島（ひがしじま）          |
| 引山（ひきやま）★           | 広田（ひろた）★             |
| 深場（ふかば）              | 福寿洞（ふくじゅぼら）      |
| 前山（まえやま）            | 丸根（まるね）              |
| 水汲坂（みずくみざか）★     | 南久留里（みなみくるり）    |
| 宮根（みやね）              | 八畝町（やせまち）          |
| 山ノ田（やまのた）          | 山ノ手（やまのて）          |
| 山之端（やまのはし）■       | 蓬来洞（よもぎほら）        |

## 歴史

### 町名の由来

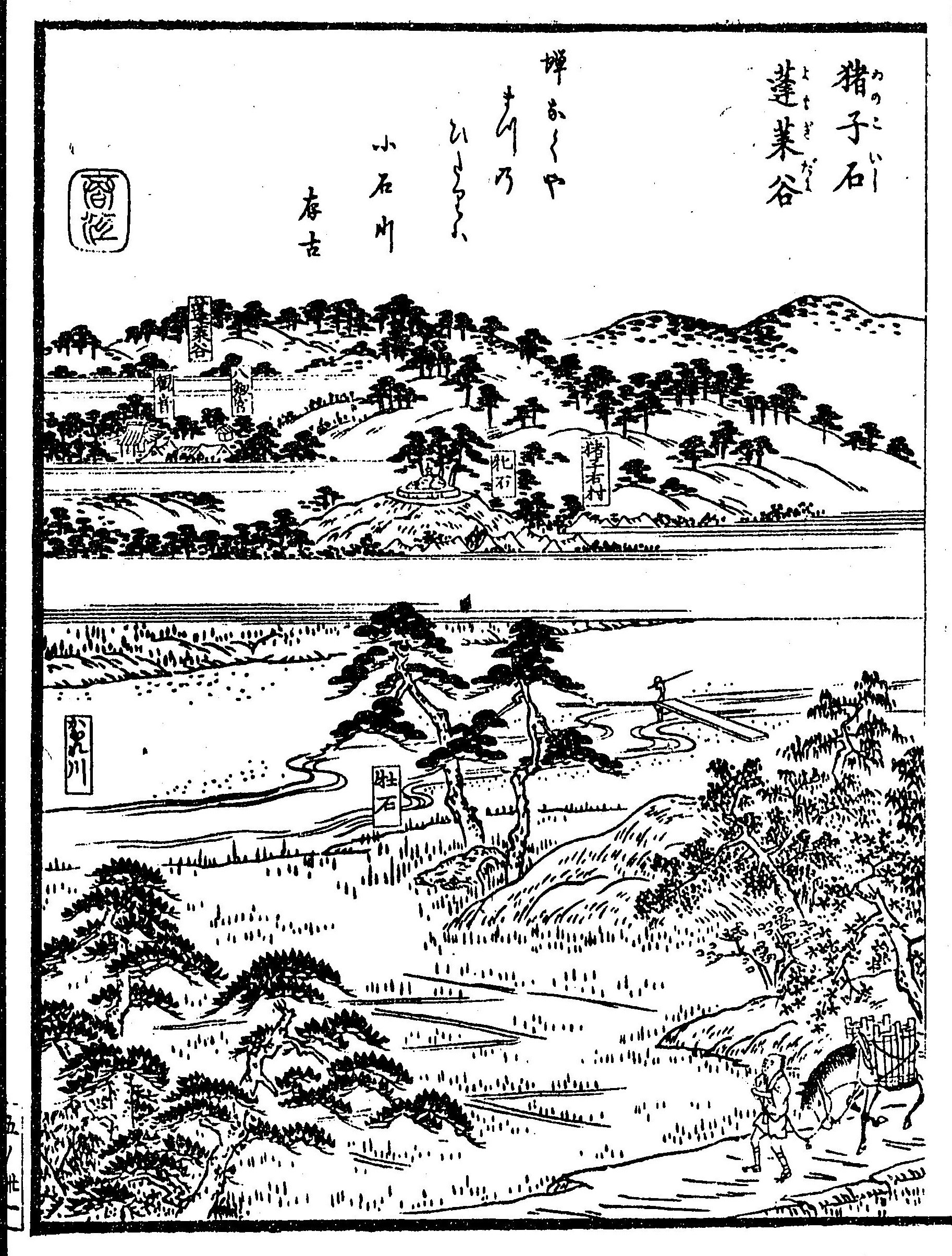
江戸時代の猪子石。牡石と牝石が描かれている（尾張名所図会より）
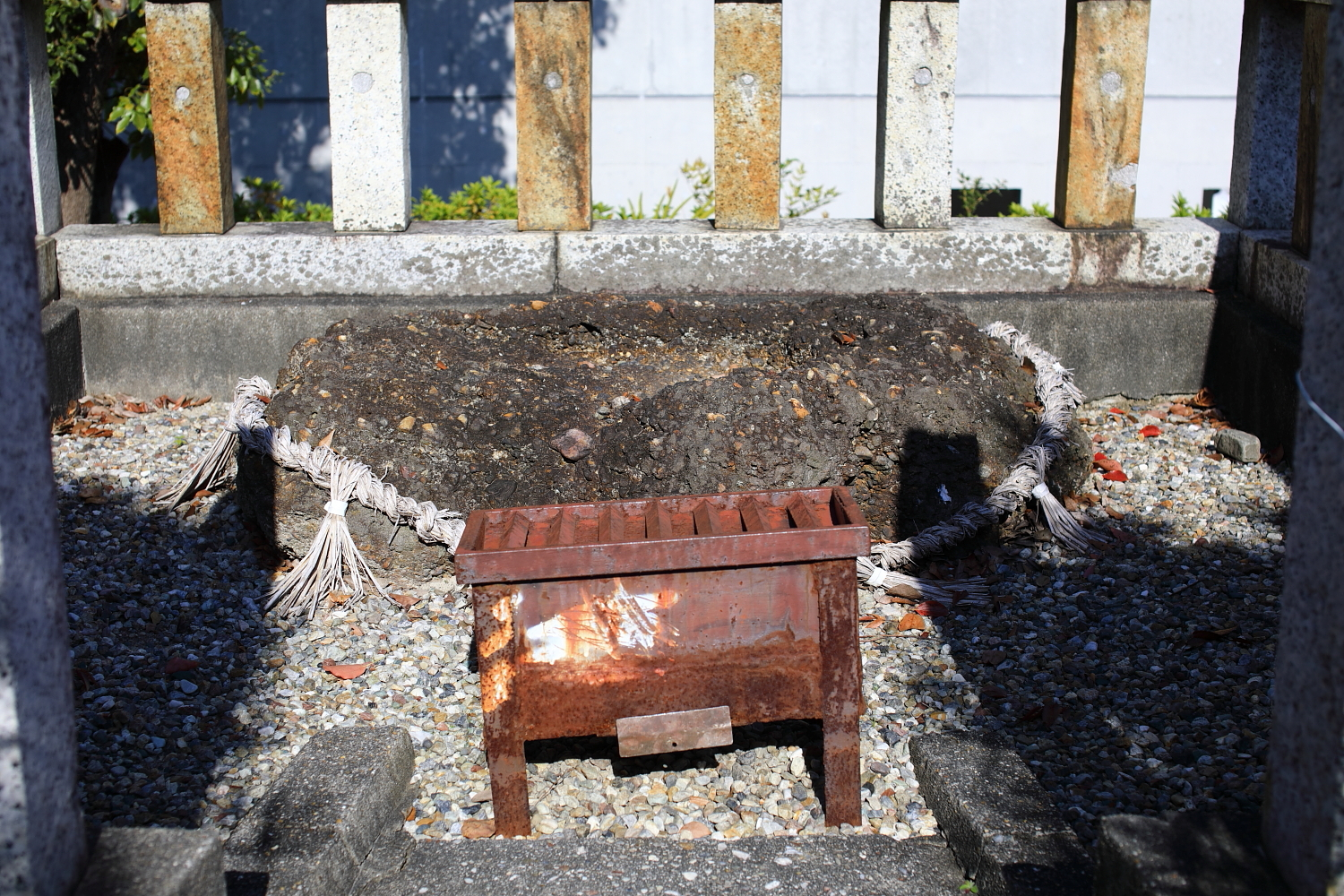
大石神社に祀られる牝石 （2021年（令和3年）11月）

江戸期の春日井郡猪子石村を前身とする。当地域内の神社にある石の名前に由来するとされる。石の名前の由来は、「猪の形に似ていることから付いた」とされている。現在では、香流川の北にある猪子石神社に牡石（おすいし）が、南にある大石神社に牝石（めすいし）がある。牝石は安産の神として敬われているが、牡石に触るとたたりがあるといわれている。
近世以降は春日井郡所属となっていたが、16世紀前半まで山田郡に属していた。「猪子石」という地名は南北朝時代には既に成立していたらしく、1365年（貞治4年）付『足利義詮御教書』に「尾張国山田庄...猪子石郷...長母寺」とある。戦国期の史料には「猪子石」「猪腰」「いのこし」「いのこうし」などと書かれたものが散見される。

### 行政区画の変遷

#### 猪高町大字猪子石
- 1889年（明治22年）10月1日 - 猪子石村が藤森村、東春日井郡猪子石原村と合併し、愛知郡猪子石村大字猪子石となる[1]。
- 1906年（明治39年）5月10日 - 高社村と合併し、猪高村大字猪子石となる[1]。
- 1955年（昭和30年）4月5日 - 猪高村が名古屋市千種区に編入し、同区猪高町大字猪子石となる[1]。
- 1966年（昭和41年）4月20日 - 一部が汁谷町となる[6]。
- 1975年（昭和50年）2月1日 - 千種区の旧猪高村地区を中心とした地域から名東区が新設され、一部が名東区猪高町大字猪子石となる[1]。
- 1976年（昭和51年）10月10日 - 名東区猪高町大字猪子石の一部が同区平和が丘一〜五丁目・八前三丁目・よもぎ台一〜三丁目となり[7][1]、一部を社台一丁目へ編入[8]。
- 1977年（昭和52年）1月23日
  - 名東区猪高町大字猪子石の一部が同区桜が丘となり[1]、一部を平和が丘三〜四丁目・社台一丁目・高社一丁目へ編入[7][8]。
  - 千種区猪高町大字猪子石の一部を同区桜が丘へ編入[9]。
- 1981年（昭和56年）9月20日 - 名東区猪高町大字猪子石の一部が千種区平和公園三丁目となり[10]、一部を名東区平和が丘一〜三丁目へ編入[7]。
- 1981年（昭和56年）10月25日 - 千種区猪高町大字猪子石の一部が同区竹越一〜二丁目・千代田橋一〜二丁目となり[10]、一部を東区鍋屋上野町へ編入[11]。
- 1983年（昭和58年）8月28日 - 千種区猪高町大字猪子石の一部が同区千代が丘・宮根台一〜二丁目・新西一〜二丁目・京命一〜二丁目となる[10]。
- 1984年（昭和59年）12月3日 - 千種区猪高町大字猪子石の一部が同区光が丘一〜二丁目となる[10]。
- 1986年（昭和61年）5月3日 - 名東区猪高町大字猪子石の一部が同区猪子石一〜三丁目・香坂・神月町・引山一〜二丁目・延珠町・香南一〜二丁目・香流一〜三丁目・山の手一〜三丁目・赤松台・つつじが丘・八前一〜二丁目・若葉台・文教台一〜二丁目・猪高台一〜二丁目となり、一部を平和が丘一丁目および四〜五丁目・八前三丁目・よもぎ台一〜三丁目・藤森西町・藤森一丁目・丁田町・上菅一〜二丁目・社口一〜二丁目・社台一丁目へ編入[7][1][8]。

#### 猪子石
- 1986年（昭和61年）5月3日 - 名東区猪高町大字猪子石の一部より、同区猪子石一〜三丁目が成立[1]。

## 世帯数と人口
2019年（平成31年）4月1日現在の世帯数と人口は以下の通りである。

### 猪子石
| 丁目         | 世帯数    | 人口    |
| ------------ | --------- | ------- |
| 猪子石一丁目 | 657世帯   | 1,464人 |
| 猪子石二丁目 | 542世帯   | 1,149人 |
| 猪子石三丁目 | 378世帯   | 985人   |
| 計           | 1,577世帯 | 3,598人 |

### 猪高町大字猪子石
| 区     | 町丁             | 世帯数 | 人口  |
| ------ | ---------------- | ------ | ----- |
| 千種区 | 猪高町大字猪子石 | 97世帯 | 174人 |
| 名東区 | 猪高町大字猪子石 |        |       |

## 人口の変遷

### 猪子石
国勢調査による人口の推移。
| 1995年（平成7年）  | 3,379人 |  |  |
| 2000年（平成12年） | 3,527人 |  |  |
| 2005年（平成17年） | 3,393人 |  |  |
| 2010年（平成22年） | 3,556人 |  |  |
| 2015年（平成27年） | 3,468人 |  |  |

## 世帯数の変遷

### 猪子石
国勢調査による世帯数の推移。
| 1995年（平成7年）  | 1,194世帯 |  |  |
| 2000年（平成12年） | 1,299世帯 |  |  |
| 2005年（平成17年） | 1,302世帯 |  |  |
| 2010年（平成22年） | 1,426世帯 |  |  |
| 2015年（平成27年） | 1,428世帯 |  |  |

## 学区
市立小・中学校に通う場合、学校等は以下の通りとなる。また、公立高等学校に通う場合の学区は以下の通りとなる。

### 猪子石
| 丁目         | 番・番地等 | 小学校                 | 中学校               | 高等学校 |
| ------------ | ---------- | ---------------------- | -------------------- | -------- |
| 猪子石一丁目 | 全域       | 名古屋市立猪子石小学校 | 名古屋市立猪高中学校 | 尾張学区 |
| 猪子石二丁目 | 全域       | 名古屋市立猪子石小学校 | 名古屋市立猪高中学校 | 尾張学区 |
| 猪子石三丁目 | 全域       | 名古屋市立猪子石小学校 | 名古屋市立猪高中学校 | 尾張学区 |

### 猪高町大字猪子石
| 番・番地等 | 小学校                   | 中学校                 | 高等学校 |
| ---------- | ------------------------ | ---------------------- | -------- |
| 全域       | 名古屋市立富士見台小学校 | 名古屋市立千種台中学校 | 尾張学区 |

## 施設

### 猪子石一丁目
- 名古屋香流郵便局[WEB 15]
- コスモスベリーズ本社[WEB 16]

### 猪子石二丁目
- 名古屋市立猪子石小学校[WEB 17]
- 名古屋市上下水道局猪高配水場
- 東海技術センター[WEB 18]

## 交通
- 国道302号（名古屋環状2号線）
- 愛知県道215号田籾名古屋線（出来町通）

## 備考
地名の読みについては、官公庁では現在「いのこいし」としているが、地元住民の多くは「いのこし」と読む。また、古くに名称の定められた施設（バス停留所など）では、現在も後者の読み方である（「猪子石小学校」バス停や「猪子石中学」バス停は、校名の読みにならって前者の読み方）。
津本陽著の小説「下天は夢か」で、「織田信長が、（この場所に）今川義元への備えに兵を置いた」などと書かれている。
この地名がつく学校は、既述のように猪子石小学校や猪子石中学校（千種区千代が丘所在）があるが、前者の小学校の学区住民が公立の中学校に通う場合は猪高中学校が指定され（地図）、後者の中学校の対象は蓬来（よもぎ）学区と平和が丘学区の全域と宮根学区の一部地域の各住民（地図）である。

## その他

### 日本郵便
集配担当する郵便局は以下の通りである。
| 区     | 町丁             | 郵便番号 | 郵便局     |
| ------ | ---------------- | -------- | ---------- |
| 名東区 | 猪子石           | 465-0021 | 名東郵便局 |
| 千種区 | 猪高町大字猪子石 | 464-0012 | 千種郵便局 |

### WEB
1. 1 2  “愛知県名古屋市名東区の町丁・字一覧”.   人口統計ラボ. 2019年5月4日閲覧。
2. 1 2 3  “町・丁目(大字)別、年齢(10歳階級)別公簿人口(全市・区別)”.   名古屋市 (2019年4月22日). 2019年4月23日閲覧。
3. 1 2  “郵便番号”.  日本郵便. 2019年3月17日閲覧。
4. 1 2  “市外局番の一覧”.   総務省. 2019年1月6日閲覧。
5. ↑  “愛知県名古屋市千種区の町丁・字一覧”.   人口統計ラボ. 2019年5月4日閲覧。
6. 1 2  “郵便番号”.  日本郵便. 2019年3月17日閲覧。
7. 1 2 3 4  “名古屋市道路認定図”.   名古屋市. 2020年11月21日閲覧。「名古屋市名東区猪高町猪子石」及び「名古屋市千種区猪高町猪子石」のページを参考とした。
8. 1 2  総務省統計局 (2014年3月28日). “平成7年国勢調査の調査結果(e-Stat) - 男女別人口及び世帯数 －町丁・字等” (CSV). 2021年7月20日閲覧。
9. 1 2  総務省統計局 (2014年5月30日). “平成12年国勢調査の調査結果(e-Stat) - 男女別人口及び世帯数 －町丁・字等” (CSV). 2021年7月20日閲覧。
10. 1 2  総務省統計局 (2014年6月27日). “平成17年国勢調査の調査結果(e-Stat) - 男女別人口及び世帯数 －町丁・字等” (CSV). 2021年7月21日閲覧。
11. 1 2  総務省統計局 (2012年1月20日). “平成22年国勢調査の調査結果(e-Stat) - 男女別人口及び世帯数 －町丁・字等” (CSV). 2021年7月21日閲覧。
12. 1 2  総務省統計局 (2017年1月27日). “平成27年国勢調査の調査結果(e-Stat) - 男女別人口及び世帯数 －町丁・字等” (CSV). 2021年7月21日閲覧。
13. ↑  “市立小・中学校の通学区域一覧”.   名古屋市 (2018年11月10日). 2019年1月14日閲覧。
14. ↑  “平成29年度以降の愛知県公立高等学校（全日制課程）入学者選抜における通学区域並びに群及びグループ分け案について”.   愛知県教育委員会 (2015年2月16日). 2019年1月14日閲覧。
15. ↑  “名古屋香流郵便局”.   日本郵政グループ. 2018年9月28日閲覧。
16. ↑  “会社概要”.   コスモス・ベリーズ. 2018年9月28日閲覧。
17. ↑  “学校案内”.   名古屋市立猪子石小学校. 2018年9月28日閲覧。
18. ↑  “事業案内 名古屋本所・セントラルラボ”.   東海技術センター. 2018年9月28日閲覧。
19. ↑  “郵便番号簿 2018年度版” (PDF).   日本郵便. 2019年4月23日閲覧。

### 文献
1. 1 2 3 4 5 6 7 8 9  名古屋市計画局 1992, p. 867.
2. ↑  「角川日本地名大辞典」編纂委員会 1989, p. 1549.
3. ↑  名東区区制20周年記念事業実行委員会 1995, p. 22.
4. ↑  「角川日本地名大辞典」編纂委員会 1989, p. 183.
5. ↑  名古屋市計画局 1992, p. 656.
6. ↑  名古屋市計画局 1992, p. 729.
7. 1 2 3 4  名古屋市計画局 1992, p. 866.
8. 1 2 3  名古屋市計画局 1992, p. 868.
9. ↑  名古屋市計画局 1992, p. 731.
10. 1 2 3 4  名古屋市計画局 1992, p. 730.
11. ↑  名古屋市計画局 1992, p. 743.